# 文和斎栄晁
文和斎 栄晁（ぶんわさい えいちょう、生没年不詳）とは、江戸時代の浮世絵師。

## 来歴
鳥文斎栄之の門人。姓は高田、名は不明。作画期は寛政後期から文化にかけての頃で、作に数点の肉筆浮世絵が知られるが摺物もある。

## 作品
- 「三美人図」　絹本着色、三幅対　日本浮世絵博物館所蔵　※「文和齋榮晁筆」の落款、「高田榮晁」の朱文方印あり（三幅いずれも同じ）
- 「浴後美人」　絹本着色　光記念館所蔵　※「榮晁筆」の落款、「高田榮晁」の朱文方印あり。那須ロイヤル美術館（小針コレクション）旧蔵
- 「二美人図」　絹本着色　ボストン美術館所蔵　※「栄てう画」の落款と花押あり
- 「遊女立姿図」　絹本墨画淡彩　同上　※「文和齋榮晁筆」の落款と「高田榮晁」の朱文方印、「うきふしに　うれしきふしの　ましらゑは　なに河竹の　よわたりけむ　佐順」という画讃あり